# Idaea agglomerata
Idaea agglomerata là một loài bướm đêm trong họ Geometridae.